# Piotr Kadlčik

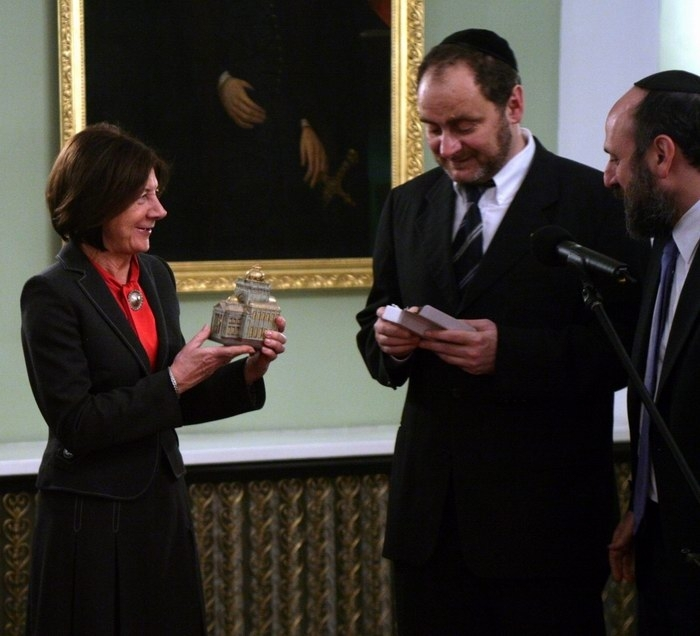
Kadlčik im Dezember 2007

Piotr Krzysztof Kadlčik (* 11. Januar 1962 in Warschau) ist ein polnischer Philologe, Übersetzer, Aktivist sowie Vorsitzender des Bundes der Jüdischen Glaubensgemeinden in Polen.
In den Jahren 2001–2014 Vorsitzender der Jüdischen Glaubensgemeinde in Warschau, und 2003–2014 Vorsitzender des Bundes der Jüdischen Glaubensgemeinden in Polen. Kadlčik ist Projektträger vieler Aktionen und Veranstaltungen der Kultur wie auch des Brauchtums der Juden. Er ist professioneller Übersetzer der tschechischen und englischen Sprache. Im Juni 2007 war er Mitglied des Vorstandes des Europäischen Jüdischen Kongresses. Auch ist Kadlčik Gründungsmitglied des B’nai B’rith Polska, das in dem genannten Jahr reaktiviert wurde.
Am 19. Dezember 2009 erhielt er den Orden Polonia Restituta (poln. Order Odrodzenia Polski) für außergewöhnliches Engagement bezüglich eines demokratischen Wandels seines Heimatlandes und Beiträgen zur Wiederherstellung jüdischer Gemeinden in einem freien Polen.
Piotr Kadlčik ist der Sohn der Aktivisten und Kinderärztin Joanna Cholewicki-Kadlčik († 10. August 2005 in Warschau). Joanna war Überlebende des Holocaust. 1993 gründete sie eine Reha-Klinik für Kinder und Jugendliche in Warschau, wo sie bis zum Herbst 2001 als Leiterin arbeitete.
| Personendaten    | Personendaten                                                                  |
| ---------------- | ------------------------------------------------------------------------------ |
| NAME             | Kadlčik, Piotr                                                                 |
| ALTERNATIVNAMEN  | Kadlčik, Piotr Krzysztof (vollständiger Name)                                  |
| KURZBESCHREIBUNG | polnischer Philologe, Übersetzer, Vorsitzender der Jüdischen Glaubensgemeinden |
| GEBURTSDATUM     | 11. Januar 1962                                                                |
| GEBURTSORT       | Warschau                                                                       |